# Addoeme
Addoeme is een kevergeslacht uit de familie van de boktorren (Cerambycidae). De wetenschappelijke naam van het geslacht werd voor het eerst geldig gepubliceerd in 1998 door Adlbauer.

## Soorten
Addoeme is monotypisch en omvat slechts de volgende soort:
- Addoeme subsericans Adlbauer, 1998